# Asura moluccensis
Asura moluccensis är en fjärilsart som beskrevs av Van Eecke 1929. Asura moluccensis ingår i släktet Asura och familjen björnspinnare. Inga underarter finns listade i Catalogue of Life.